# 三浦宏文
三浦 宏文（みうら ひろふみ、1938年3月17日 - 2020年3月5日）は、日本の工学者。位階は従四位。
東京大学名誉教授。元工学院大学学長。元日本ロボット学会会長。専門はロボティクス、マイクロ技術、スペーステクノロジー、メカトロニクス。

## 人物
徳島県徳島市出身。東京大学工学部機械工学科卒業。同大学院数物系研究科機械工学専攻博士課程修了。
東京大学助教授、NASA客員研究員、東京大学工学部教授を経て、2003年～2009年工学院大学学長。1993年～1995年日本ロボット学会会長。
2017年秋の叙勲で瑞宝中綬章を受章。現在は昆虫の動きを研究し、それを真似て虫型ロボットを研究する。
2020年3月5日、老衰のため東京都内で死去。81歳没。死没日をもって従四位に叙される。

## 受賞・叙勲
- 1989年11月　日本ロボット学会論文賞
- 1997年10月　東京都科学技術功労賞
- 2011年４月　日本機械学会賞（論文）
- 2017年11月　瑞宝中綬章[3]